# Альда Аланская
Альда — аланская царевна XI века и вторая жена царя Грузии Георгия I, правившего в 1014—1027 годах. У супругов был сын Дмитрий, который сыграл заметную роль в волнениях населения в Грузии во время правления своего сводного брата Баграта IV.
«Вторая жена» Георгия I упоминается в средневековых грузинских хрониках в отрывке, повествующем о тщетной попытке одной знатной партии продвинуть своего сына, жившего в Анакопии на берегах Абхазии, на грузинский престол после смерти Георгия I. Впоследствии Дмитрий перешёл на сторону византийцев и сдал Анакопию императору Роману III Аргиру (около 1033 года). В том же отрывке она упоминается как «дочь царя осетин», при этом «осетины» — это грузинское обозначение алан. Её имя Альда (греч. Ἀλδή) известно из современных ей византийских источников. Византийский хронист Иоанн Скилица, подкрепляя свои слова грузинскими летописями, писал, что Альда, «жена Георгия… аланской расы» сдала «очень сильную крепость Анакопию» императору, который удостоил её сына Дмитрия звания магистра.
Поскольку в грузинских хрониках нет прямых упоминаний об отказе Георгия от своей первой жены Мариам, некоторые историки, такие как Марий Броссе, считали, что Альда была наложницей, но законность брака Георгия с Альдой, по-видимому, не ставится под сомнение современными исследователями. После возвращения Мариам на историческую сцену после смерти Георгия и её вступления в регентство при своём несовершеннолетнем сыне Баграте IV, Альда и её сын Дмитрий бежали в Византийскую империю. Дмитрий провёл почти 20 лет в попытках захватить грузинский престол, поддерживаемый в своей борьбе могущественным князем Липаритом Клдекарским и византийцами. Он умер около 1053 года. После этого, по свидетельству грузинского историка XVIII века князя Вахушти Багратиони, сын Дмитрия Давид был увезён своей бабушкой (то есть Альдой, не упомянутой по имени) в Аланию, где его потомки процветали, создав местную «царскую» линию, из которой происходил Давид Сослан, второй муж грузинской царицы Тамары (пр. 1184—1213).